# Kjalarnes
Kjalarnes (IPA: [ˈcʰaːlarˌnɛːs]) är ett distrikt inom Reykjavik på Island. Det är, sett till antalet invånare, Reykjaviks minsta distrikt, som vid folkräkningen 2015 hade 871 invånare. Distriktet består av två kvarter: Grundarhverfi och Kjalarnes.

## Allmänt
Kjalarnes var tidigare en självständig kommun, tills att den gick samman med Reykjaviks kommun 1998. Det är cirka 18 kilometers bilväg från Kjalarnes till Reykjavik, och 13 kilometer till Mosfellsbær.
I Kjalarnes finns simhall och en idrottsanläggning. Skolan i Kjalarnes, Klébergsskóli, är Reykjaviks äldsta grundskola.